# Gilbert Chinard
Gilbert Chinard, född 17 oktober 1881 i Châtellerault, Frankrike, död 1972 i Princeton, New Jersey, USA, var en fransk litteraturhistoriker.
Chinard blev 1919 professor vid Johns Hopkins University i Baltimore. Chinard gjorde sig först känd genom en rad grundläggande undersökningar om intresset för den nya världen i fransk litteratur från renässansen till och med Chateaubriand, L'exotisme américain dans la littérature françaice au XVI.e siècle (1911), L'Amérique et le rêve exotique dans la littérature françaice au XVII:e siècle (1913), samt L'exotisme américain dans l'œuvre de Chateaubriand (1918). Senare inriktade han sig mer på de intellektuella förbindelserna mellan Frankrike och USA med verk som Volney et l'Amérique (1923), Les amitiés américaines de madame d'Houdetot (1923), Jefferson et les idéologues (1925) samt Les amitiés françaices de Jefferson (1927).